# Крысько, Владимир Гаврилович
Влади́мир Гаври́лович Крысько́ (род. 1949) — советский и российский психолог, специалист по военной психологии, этнопсихологии и социальной психологии. Доктор психологических наук, профессор. Полковник запаса.

## Биография
Родился 16 февраля 1949 года в Потсдаме.
В 1972 году окончил факультет специальной пропаганды Военного института иностранных языков по специальности «психологическая война».
В 1974–1989 годах преподавал в Военно-политической академии имени В. И. Ленина. 
В 1977 году защитил диссертацию на соискание учёной степени кандидата психологических наук по теме «Национально-психологические особенности личного состава армии Китая».
В 1988 году адъюнктуру Военно-политической академии имени В. И. Ленина. В том же году окончил Ляонинский университет по специальности «психология».
В 1989 году защитил диссертацию на соискание учёной степени доктора психологических наук по теме «Влияние национально-психологических особенностей на боевую деятельность личного состава армий империалистических государств (На материалах США, Японии, Израиля и ФРГ)».
В 1989—1994 годах — профессор Академии общественных наук при ЦК КПСС/Российской академии управления.
В 1994—1999 годах — профессор Института молодёжи.
С 1999 года — профессор Института государственного администрирования.
С 1999 года — профессор кафедры рекламы и связей с общественностью Государственного университета управления.
Профессор кафедры психологии Международного независимого эколого-политологического университета.
Член Международной академии акмеологических наук.
Член Академии социальных и педагогических наук.
Член Всемирной академии наук комплексной безопасности.

## Награды
- Лауреат программы «300 лучших учебников для высшей школы в честь 300-летия Санкт-Петербурга»[1].

## Научные труды

### Монографии
- Крысько В. Г. Национально-психологические особенности китайских военнослужащих. — М., 1977.
- Крысько В. Г. Социально-политическая и психологическая характеристика населения Китая. — М., 1983.
- Крысько В. Г. Национально-психологические особенности личного состава "сил самообороны" Японии. — М., 1986.
- Крысько В. Г. Влияние национально-психологических особенностей на боевую деятельность личного состава армий империалистических государств. — М., 1987.
- Крысько В. Г. Морально-психологическая подготовка личного состава империалистических армий. — М., 1990.
- Крысько В. Г. Секреты психологической войны (цели, задачи, методы, формы, опыт) / под общ. ред. А. Е. Тараса. — Минск: Харвест, 1999. — 446 с. — (Коммандос). — 10 100 экз. — ISBN 985-433-541-0.

### Словари
- Этнопсихологический словарь / Г. Н. Волков, В. М. Григорьев, Н. В. Данилов и др.; Под ред. В. Г. Крысько, Д. И. Фельдштейна. — М.: МПСИ, 1999. — 343 с. — (Библиотека психолога). — 10 000 экз. — ISBN 5-89502-058-5.
- Крысько В. Г. Словарь-справочник по социальной психологии. — СПб.: Питер, 2003. — 415 с. — 4000 экз. — ISBN 5-314-00021-0.
- Крысько В. Г. Социальная психология. Словарь-справочник. — Минск: Харвест, 2004. — 688 с. — (Библиотека практической психологии). — 3000 экз. — ISBN 985-13-1902-3.

### Учебники
- Крысько В. Г. Введение в социальную психологию: Учебное пособие / Междунар. независимый экол.-политол. ун-т. — М.: Изд-во МНЭПУ, 2000. — 195 с. — ISBN 5-7383-0108-4.
- Крысько В. Г. Этнопсихология и межнациональные отношения: Курс лекций / Гос. ун-т упр.. — М.: Экзамен, 2002. — 447 с. — (Учебник для вузов). — 3000 экз. — ISBN 5-94692-051-0.
- Крысько В. Г. Социальная психология. Курс лекций
  - Крысько В. Г. Социальная психология. Курс лекций. — М.: Омега-Л, 2003. — 368 с. — 3000 экз. — ISBN 5-98119-006-X.
  - Крысько В. Г. Социальная психология. Курс лекций. — М.: Омега-Л, 2006. — 352 с. — (Библиотека высшей школы). — 5000 экз. — ISBN 5-98119-390-5.
- Крысько В. Г. Социальная психология: Учебник для студентов вузов
  - Крысько В. Г. Социальная психология: Учебник для студентов вузов. — М.: Владос-Пресс, 2001. — 447 с. — (Учебник для вузов). — ISBN 5-305-00010-6.
  - Крысько В. Г. Социальная психология: Учебник для студентов вузов. — М.: Владос-Пресс, 2004. — 448 с. — (Учебник для вузов). — 15 000 экз. — ISBN 5-305-00010-6.
  - Крысько В. Г. Социальная психология: учебник для студентов вузов. — 2-е изд. — СПб.: Питер, 2006. — 431 с. — (Учебник для вузов / Изд. программа 300 лучших учеб. для высш. шк. в честь 300-летия Санкт-Петербурга). — 3500 экз. — ISBN 5-469-01027-9.
  - Крысько В. Г. Социальная психология: учебник для вузов / 3-е изд., перераб. и доп. — М.: Эксмо, 2009. — 688 с. — (Психологическое образование). — 3000 экз. — ISBN 978-5-699-36579-1.
  - Крысько В. Г. Социальная психология. Учебник для бакалавров. — 4-е изд., пер. и доп. — М.: Юрайт, 2014. — 553 с. — (58 Бакалавр. Академический курс). — ISBN 978-5-9916-2588-3.
- Крысько В. Г. Этническая психология. 
  - Крысько В. Г. Этническая психология: учебник для бакалавров: учебник для студентов высших учебных заведений, обучающихся по специальности 03100 — Педагогика и психология / Гос. ун-т упр. — 10-е изд., перераб. и доп. — М.: Юрайт, 2014. — 359 с. — (Бакалавр. Углубленный курс). — ISBN 978-5-9916-2967-6.
  - Крысько В. Г. Этническая психология. Учебник для бакалавров. — 10-е изд., пер. и доп. — М.: Юрайт, 2014. — 359 с. — (58 Бакалавр. Академический курс). — ISBN 978-5-9916-2967-6.
- Крысько В. Г. Психология и педагогика
  - Крысько В. Г. Психология и педагогика: учебник для бакалавров: учебник для студентов высших учебных заведений, обучающихся по гуманитарным направлениям и специальностям / Гос. ун-т упр. — М.: Юрайт, 2013. — 471 с. — ((Министерство образования и науки РФ рекомендует) (Бакалавр. Базовый курс)). — ISBN 978-5-9916-2164-9.
  - Крысько В. Г. Психология и педагогика: учебник для бакалавров. — М.: Юрайт, 2017. — 480 с. — (Бакалавр. Базовый курс). — 1500 экз. — ISBN 978-5-9916-2164-9.
- Крысько В. Г. Психология межнациональных отношений: курс лекций. — 2-е изд., доп. и дораб. — М.: Вузовский учебник: ИНФРА-М, 2017. — 227 с. — (Вузовский учебник). — ISBN 978-5-9558-0525-2.
- Крысько В. Г. Основы общей педагогики и психологии. Учебник. — М.: Юрайт, 2016. — 427 с. — (Профессиональное образование). — ISBN 978-5-9916-8816-1.
- Крысько В. Г. Основы общей педагогики и психологии. Учебник для СПО. — М.: Юрайт, 2017. — 471 с. — (Профессиональное образование). — ISBN 978-5-534-03729-6.

### Учебные пособия
- Саракуев Э. А., Крысько В. Г. Введение в этнопсихологию. Учебно-методическое пособие. — М.: Институт практической психологии, 1996. — 344 с. — (Библиотека школьного психолога). — 10 000 экз. — ISBN 5-89112-009-7.
- Крысько В. Г. Этническая психология
  - Крысько В. Г. Этническая психология: учебное пособие для студентов вузов, обучающихся по специальности 031000 — Педагогика и психология. — М.: Academia, 2002. — 320 с. — (Высшее образование). — 30 000 экз. — ISBN 5-7695-0949-X.
  - Крысько В. Г. Этническая психология: учебное пособие для студентов вузов, обучающихся по специальности 031000 — Педагогика и психология. — 2-е изд., стер. — М.: Academia, 2004. — 314 с. — (Высшее профессиональное образование. Психология). — 5100 экз. — ISBN 5-7695-1761-1.
  - Крысько В. Г. Этническая психология: учебное пособие для студентов высших учебных заведений, обучающихся по специальности 031000 — Педагогика и психология. — 3-е изд., стер. — М.: Academia, 2007. — 314 с. — (Высшее профессиональное образование. Психология). — 2000 экз. — ISBN 5-7695-3609-8.
  - Крысько В. Г. Этническая психология: учебное пособие для студентов высших учебных заведений, обучающихся по специальности 031000 — Педагогика и психология. — М.: Academia, 2008. — 314 с. — (Высшее профессиональное образование. Психология). — 1500 экз. — ISBN 978-5-7695-4880-2.
  - Крысько В. Г. Этническая психология: учебное пособие для студентов высших учебных заведений, обучающихся по специальности "Педагогика и психология". — 5-е изд., стер. — М.: Academia, 2009. — 314 с. — (Высшее профессиональное образование. Психология). — 1500 экз. — ISBN 978-5-7695-6476-5.
  - Крысько В. Г. Этническая психология: учебное пособие для студентов учреждений высшего профессионального образования. — 6-е изд., стер. — М.: Academia, 2011. — 320 с. — (Высшее профессиональное образование). — 1000 экз. — ISBN 978-5-7695-8384-1.
- Крысько В. Г. Психология и педагогика. — СПб.: Питер, 2007. — 272 с. — (Завтра экзамен). — 4000 экз. — ISBN 5-91180-191-4.
- Крысько В. Г. Психология и педагогика: курс лекций. — 4-е изд., испр. — М.: Омега-Л, 2006. — 368 с. — (Библиотека высшей школы). — ISBN 5-98119-953-9.
- Крысько В. Г. Психология и педагогика: учебное пособие. — 5-е изд., стер. — М.: Омега-Л, 2007. — 368 с. — (Библиотека высшей школы). — 3000 экз. — ISBN 5-365-00616-X.
- Крысько В. Г. Психология и педагогика: Вопросы — ответы. Структурные схемы: Учебное пособие для студентов вузов. — М.: Юнити-Дана, 2004. — 367 с. — (Cogito, ergo sum). — 20 000 экз. — ISBN 5-238-00571-7.
- Крысько В. Г. Психология и педагогика в схемах и комментариях. Учебное пособие.
  - Крысько В. Г. Психология и педагогика в схемах и таблицах. — Минск: Харвест, 2000. — 384 с. — (Библиотека практической психологии). — 5000 экз. — ISBN 985-433-498-8, ISBN 985-13-0173-6.
  - Крысько В. Г. Психология и педагогика: Схемы и комментарии. — М.: Владос-Пресс, 2001. — 367 с. — (Схемы). — 15 000 экз. — ISBN 5-305-00011-4.
  - Крысько В. Г. Психология и педагогика в схемах и комментариях. — СПб.: Питер, 2006. — 320 с. — (Учебное пособие). — 3500 экз. — ISBN 5-469-01024-4.
  - Крысько В. Г. Психология и педагогика в схемах и комментариях. Учебное пособие. — 6-е изд., перераб. и доп. — М.: Эксмо, 2010. — 416 с. — (Гуманитарные науки — наглядно и доступно). — 2000 экз. — ISBN 978-5-699-40135-2.
- Крысько В. Г. Психологические особенности взаимоотношений и воспитании детей в смешанных полиэтнических семьях: программа и учебно-методическое пособие по профессиональной подготовке родителей / Федеральное гос. науч. учреждение "Ин-т социальной педагогики" Российской акад. образования (ФГНУ ИСП РАО). — М.: Современное образование, 2012. — 63 с. — ("Профессиональная школа родителей": пилотный социально-педагогический эксперимент). — ISBN 978-5-98689-091-3.
- Плоткин М. М., Шнейдер Л. Б., Крысько В. Г., Репринцева Г. И., Милькевич О. А., Хабарова О. Е., Ертанова О. Н., Гобова Е. С. Специфика семейно-ориентированной модели обеспечения социальной безопасности детей. Научно-методическое пособие. — Новосибирск: Ассоциация научных сотрудников "Сибирская академическая книга", 2015. — 146 с. — ISBN 978-5-4379-0439-8.
- Крысько В. Г. Общая психология в схемах и комментариях
  - Крысько В. Г. Общая психология в схемах и комментариях к ним : Учебно-методическое пособие / Акад. пед. и социал. наук. Моск. психол.-социал. ин-т.. — М.: Моск. психол.-социал. ин-т: Флинта, 1998. — 191 с. — (Библиотека школьного психолога). — ISBN 5-89502-032-1.
  - Крысько В. Г. Общая психология в схемах и комментариях: учебное пособие. — СПб.: Питер, 2003. — 253 с. — (Учебное пособие). — ISBN 5-469-00181-4.
  - Крысько В. Г. Общая психология в схемах и комментариях. — СПб.: Питер, 2006. — 253 с. — (Учебное пособие). — 3500 экз. — ISBN 5-469-00181-4.
  - Крысько В. Г. Общая психология в схемах и комментариях: учебное пособие. — СПб.: Питер, 2008. — 253 с. — (Учебное пособие. В схемах и комментариях). — 4000 экз. — ISBN 978-5-469-00181-2.
  - Крысько В. Г. Общая психология в схемах и комментариях: учебное пособие. — 7-е изд., перераб. и доп. — М.: Вузовский учебник, 2016. — 200 с. — (Вузовский учебник). — 500 экз. — ISBN 978-5-9558-0446-0, ISBN 978-5-16-011066-0.
- Крысько В. Г. Психология: курс лекций: учебное пособие. — М.: Вузовский учебник, Инфра-М, 2013. — 249 с. — (Вузовский учебник: ВУ). — 1000 экз. — ISBN 978-5-9558-0249-7, ISBN 978-5-16-005422-3.
- Крысько В. Г. Социальная психология в схемах и комментариях
  - Крысько В. Г. Социальная психология: Схемы и комментарии. — М.: Владос-Пресс, 2001. — 207 с. — (Схемы). — 15 000 экз. — ISBN 5-305-00046-7.
  - Крысько В. Г. Социальная психология в схемах и комментариях. — СПб.: Питер, 2003. — 285 с. — (Учебное пособие. В схемах и комментариях). — 4000 экз. — ISBN 5-314-00038-5.
  - Крысько В. Г. Социальная психология в схемах и комментариях: учебное пособие. — 4-е изд., перераб. и доп. — М.: Вузовский учебник, Инфра-М, 2016. — 227 с. — 500 экз. — ISBN 978-5-9558-0445-3, ISBN 978-5-16-011065-3.

### Статьи
- Крысько В. Г., Саракуев Э. А. Введение в этнопсихологию. М., 1996. 1131 Кузнецов А. И. О соотношении понятий «общество» и «этническая общность» // Советская этнография. 1989. № 4. С. 19.
- Крысько В. Г. Состояние и перспективы развития этнопсихологии в России // Мир психологии. 1996. № 2. С. 114.
- Крысько В. Г. Союз наук в развитии этнической психологии // Мир психологии. 1997. № 2. С. 6.
- Крысько В. Г. Союз наук в развитии этнической психологии текст // Мир психологии. 1997. № 2. С. 8.
- Крысько В. Г. Союз наук в развитии этнопсихологии // Мир психологии. 1997. № 2. С. 77.
- Крысько В. Г. Состояние и перспективы развития этнопсихологии в России // Вестник Российского университета дружбы народов. Серия: Психология и педагогика. 2003. № 1. С. 32-47.
- Крысько В. Г., Королёва О. А. Роль межличностных отношений в развитии карьерного роста сотрудников в организации// Вестник Российского университета дружбы народов. Серия: Психология и педагогика. 2014. № 2. С. 72-79.
- Крысько В. Г., Туаева К. Г. Культурно-психологическое исследование некоторых черт национального характера некоторых черт национального характера молодых представителей осетинского этноса // Вестник Оренбургского государственного университета. 2016. № 3 (191). С. 20-28.